# Batman: Rise of Sin Tzu
Batman: Rise of Sin Tzu è un videogioco sviluppato da Ubisoft Montreal basato sul supereroe dei fumetti della DC Comics, Batman. Si tratta del sequel di Batman: Vengeance, videogioco ispirato alla serie animata Batman - Cavaliere della notte. Batman: Rise of Sin Tzu è stato pubblicato nel corso del 2003 per le piattaforme PlayStation 2, Xbox, GameCube e Game Boy Advance.

## Personaggi

### Eroi e alleati
- Bruce Wayne/Batman: questa volta il Cavaliere Oscuro dovrà affrontare un nuovo nemico che porta il nome di Sin Tzu. Doppiatore: Kevin Conroy.
- Tim Drake/Robin: personaggio giocabile sia in modalità storia che modalità sfida. Non presente nella versione per Game Boy Advance. Doppiatore: Scott Menville.
- Barbara Gordon/Batgirl: personaggio giocabile sia in modalità storia che modalità sfida. Non presente nella versione per Game Boy Advance. Doppiatrice: Tara Strong.
- Dick Grayson/Nightwing: personaggio giocabile sia in modalità storia che modalità sfida. Non presente nella versione per Game Boy Advance. Doppiatore: Loren Lester.
- James Gordon: è di supporto a Batman tramite Batcomunnicator. Verrà rapito dallo Spaventapasseri nella fase iniziale del videogioco. Il Cavaliere Oscuro dovrà salvarlo. Doppiatore: Bob Hastings.

### Nemici/Boss
- Sin Tzu: antagonista principale del gioco, un supercriminale cinese arrivato a Gotham City per sfidare Batman, da lui ritenuto un degno avversario. Personaggio inedito. Doppiatore: Cary-Hiroyuki Tagawa.
- Jonathan Crane/Spaventapasseri: ha rapito il commissario Gordon. Batman dovrà fermarlo e salvare il commissario. Doppiatore: Jeffrey Combs.
- Matt Hagen/Clayface: non notando, dal suo punto di vista, alcun interesse da parte degli scienziati a trovare una cura per il suo stato, sta trasformando dei civili in argilla, in modo da rafforzare il problema e costringerli così a cercare una cura. Doppiatore: Ron Perlman.
- Bane: creduto da Batman una bomba, il Cavaliere Oscuro porterà la nave contenente la cassa in cui è nascosto nella Batcaverna per poterla disinnescare. A quel punto Bruce scoprirà che non si tratta di una bomba... Doppiatore: Héctor Elizondo.

### Altri nemici
- Tirapiedi dello Spaventapasseri: semplici criminali di strada, alcuni possono scagliare a terra una bomba contenente la tossina dello Spaventapasseri, che può provocare delle allucinazioni a Batman.
- Creature di Clayface: civili trasformati da Clayface in creature argillose.
- Mercenari: criminali che favoriscono l'arrivo di Bane a Gotham City.
- Tirapiedi di Sin Tzu: criminali esperti in arti marziali. Alcuni sono in grado di generare una sfera di energia mistica, che se scagliata contro Batman, potrà confonderlo.

### Altri personaggi
- Il Joker: rinchiuso nell'Arkham Asylum, in seguito agli eventi di Batman: Vengeance, è stato paralizzato temporaneamente da Sin Tzu.
- Harleen Quinzel/Harley Quinn: rinchiusa nell'Arkham Asylum, in seguito agli eventi di Batman: Vengeance, è stata paralizzata temporaneamente da Sin Tzu.
- Victor Fries/Mr. Freeze: rinchiuso nell'Arkham Asylum, in seguito agli eventi di Batman: Vengeance, è stato paralizzato temporaneamente da Sin Tzu.
- Pamela Isley/Poison Ivy: rinchiusa nell'Arkham Asylum, in seguito agli eventi di Batman: Vengeance, è stata paralizzata temporaneamente da Sin Tzu.
- Civili: persone che vengono attaccate dai vari criminali. Batman dovrà salvarli prima dello scadere del tempo.